# Burg Gerswalde
Die Burg Gerswalde war eine Wasserburg. Die Ruine befindet sich in der Gemeinde Gerswalde im Landkreis Uckermark. Von der mittelalterlichen Anlage sind heute noch umfangreiche Teile vorhanden, die in späteren Jahrhunderten teilweise wiederhergestellt wurden.

## Geschichte
Die urkundlich erstmals 1256 erwähnte Burg dürfte zwischen 1239 und 1250 von den Markgrafen von Brandenburg erbaut worden sein. Sie sollte die askanischen Gebiete der Uckermark gegen Pommern und Mecklenburg schützen. Zwischen 1271 und 1311 haben sich nachweislich mehrere Markgrafen von Brandenburg auf der Burg aufgehalten. Die Neue Kemenate gehört zu den wenigen in Brandenburg erhaltenen Wohntürmen mit Hocheingang.
Nach dem Aussterben der Askanier wechseln die Besitzer der Burg häufig. 1447 kommen die Herren von Holtzendorff in den Besitz der Burg. 1463 erhalten die Herren von Arnim die Burg mit der Herrschaft als Lehen. Sie wird einer der Stammsitze der Herren von Arnim. Im Dreißigjährigen Krieg wird die Burg 1637 weitestgehend zerstört.
Anstelle der ehemaligen Vorburg wurde von den Herren von Arnim 1724 das Schloss Gerswalde errichtet, der so genannte „Weiße Hof“, der um 1900 seine heutige Gestalt bekam. 1929 wurde der Besitz verkauft.

## Galerie

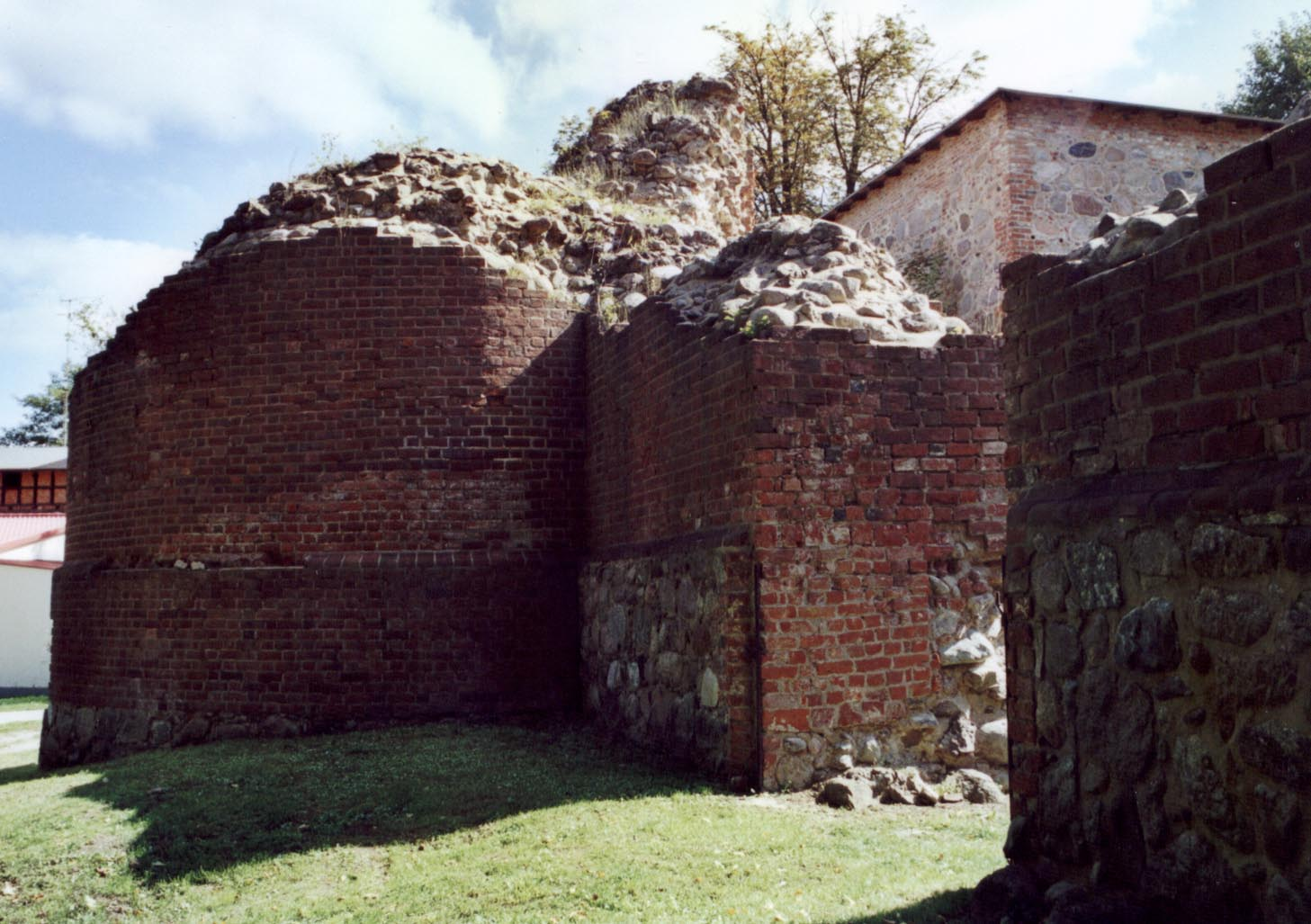
Ruine des Bergfrieds (2006)
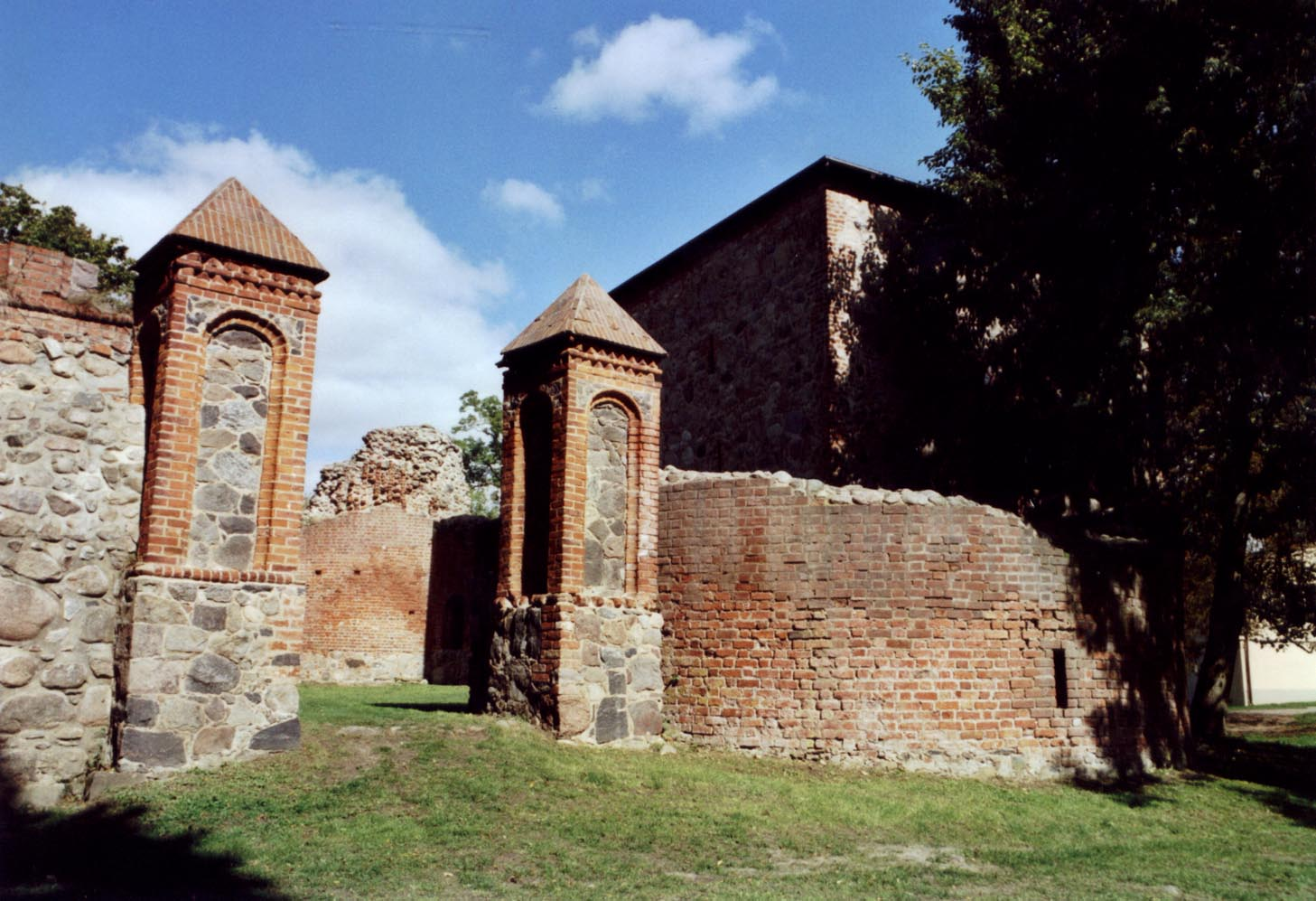
Bastei an der Ostseite (2006)
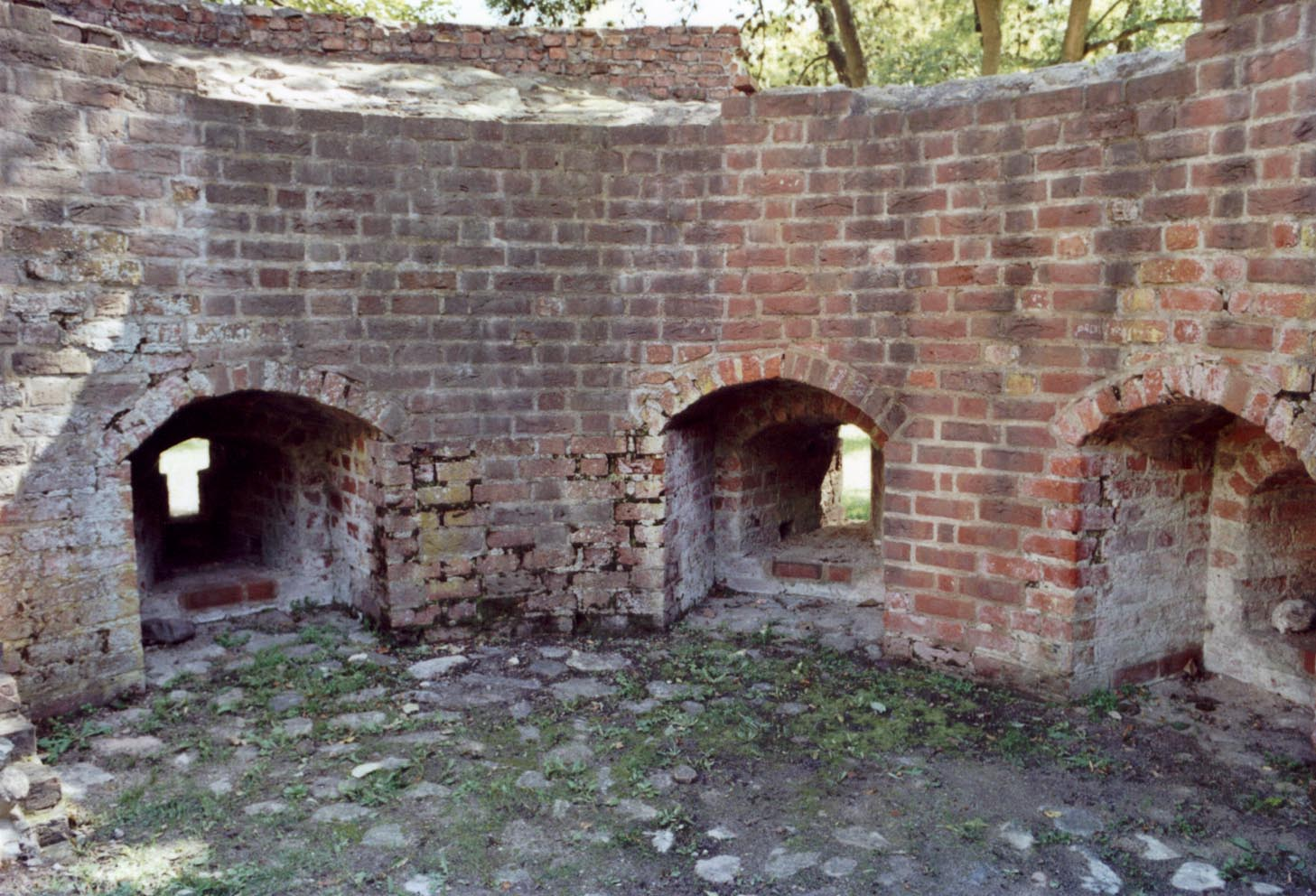
Innenraum der Bastei (2006)
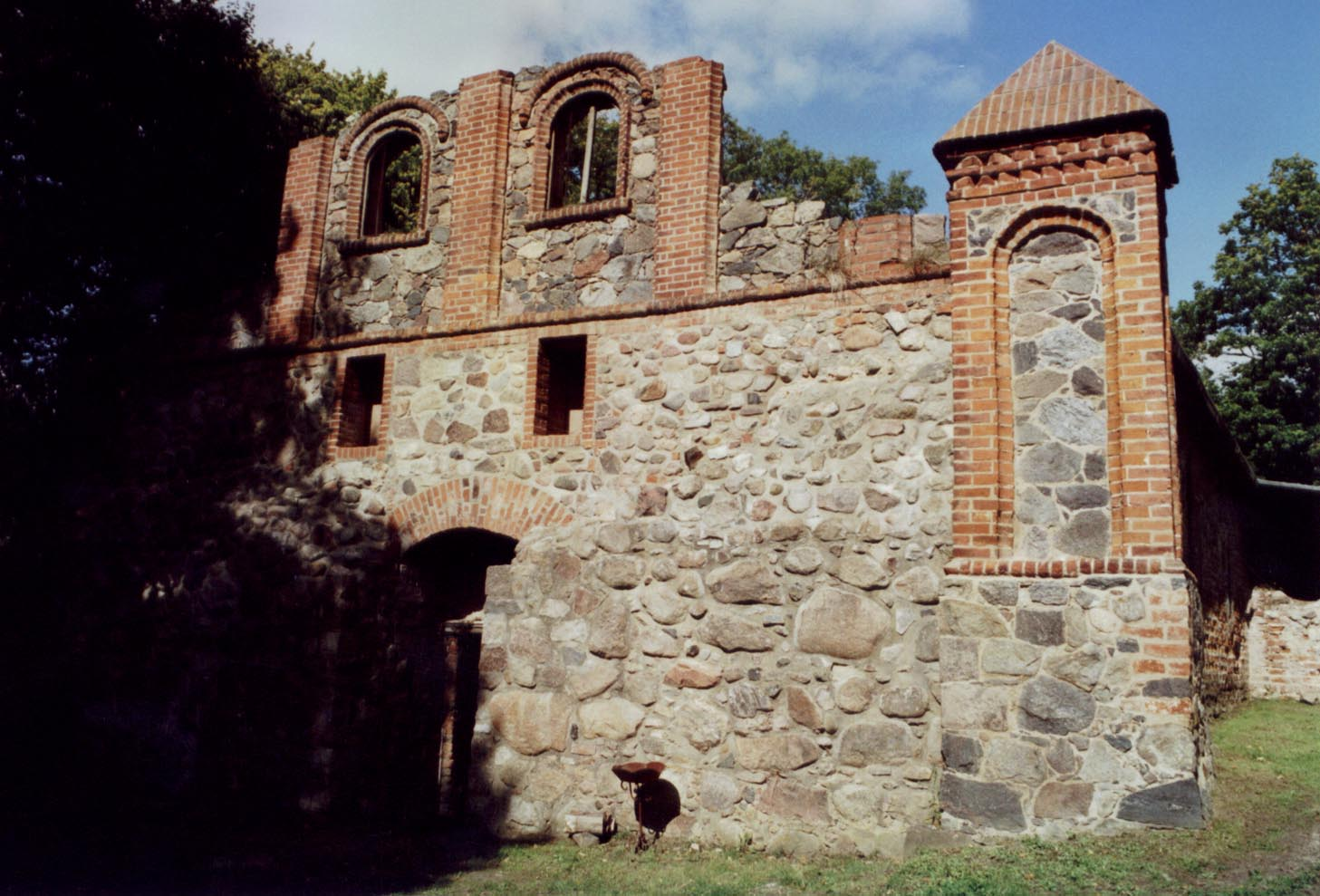
Giebelfront eines Gebäudes (2006)